# Pseudozarba morosa
Pseudozarba morosa is een vlinder van de familie van de uilen (Noctuidae). De wetenschappelijke naam van deze soort is voor het eerst voorgesteld door Edward Parr Wiltshire in een publicatie uit 1970.
De soort komt voor in Gambia, Burkina Faso, Soedan en Nigeria.